# 丽贝卡·贝林厄姆
丽贝卡·贝林厄姆（英語：Rebecca Bellingham，1978年3月7日—），旧姓戈登（Gordon），新西兰女子羽毛球运动员。她曾代表新西兰参加1998年、2002年和2006年英联邦运动会羽毛球比赛，获得一枚铜牌。

## 家庭
丈夫杰夫·贝林厄姆。